# 東山文化 (日本)

銀閣寺庭園

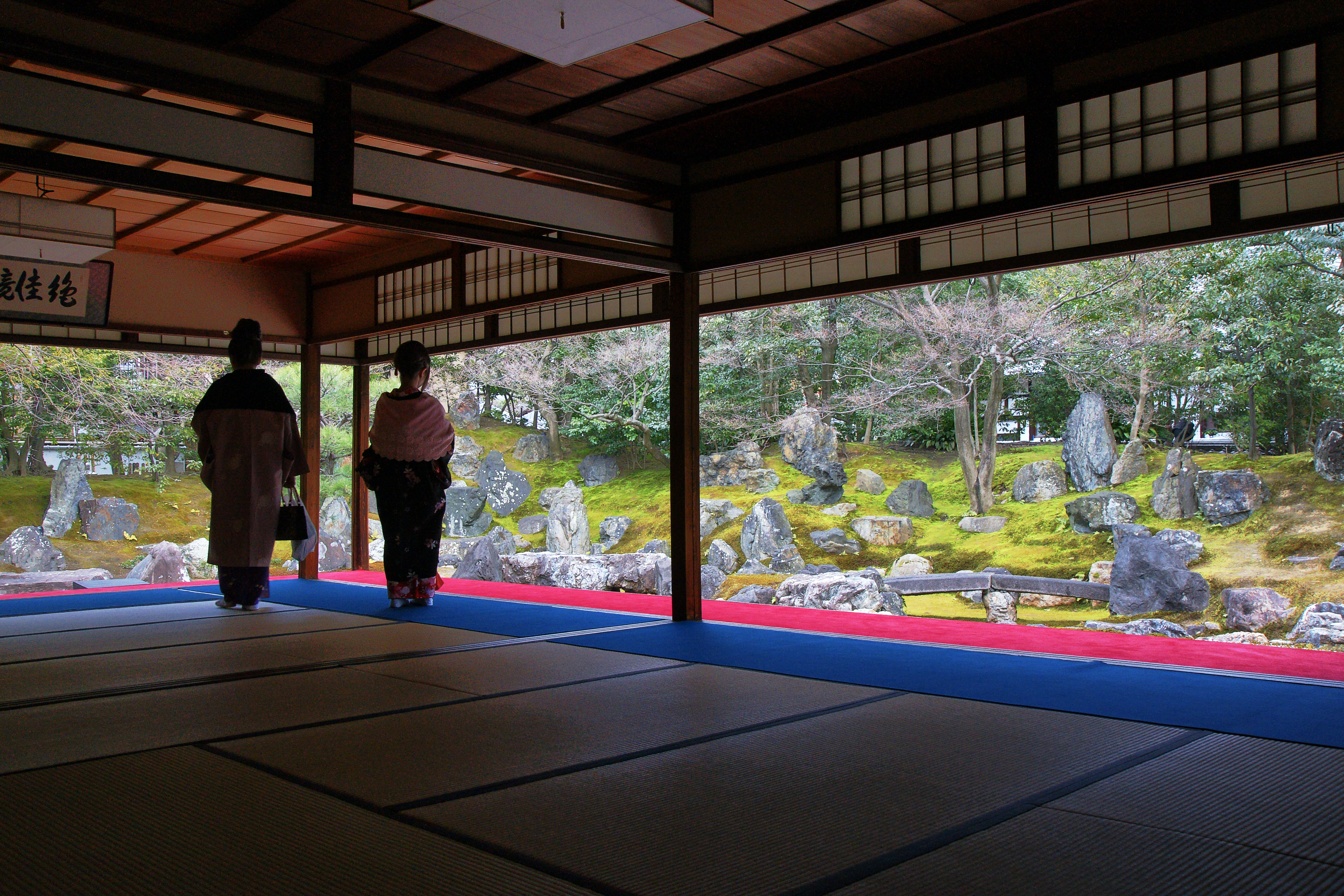
東山文化期之時，和室（疊、障子、襖、床之間）、枯山水樣式化。

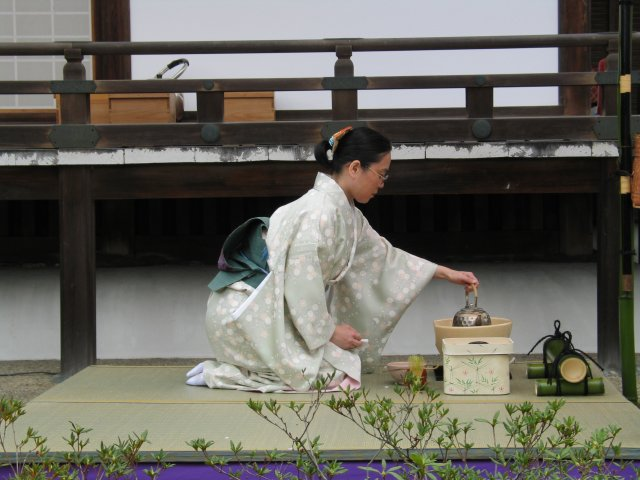
茶道

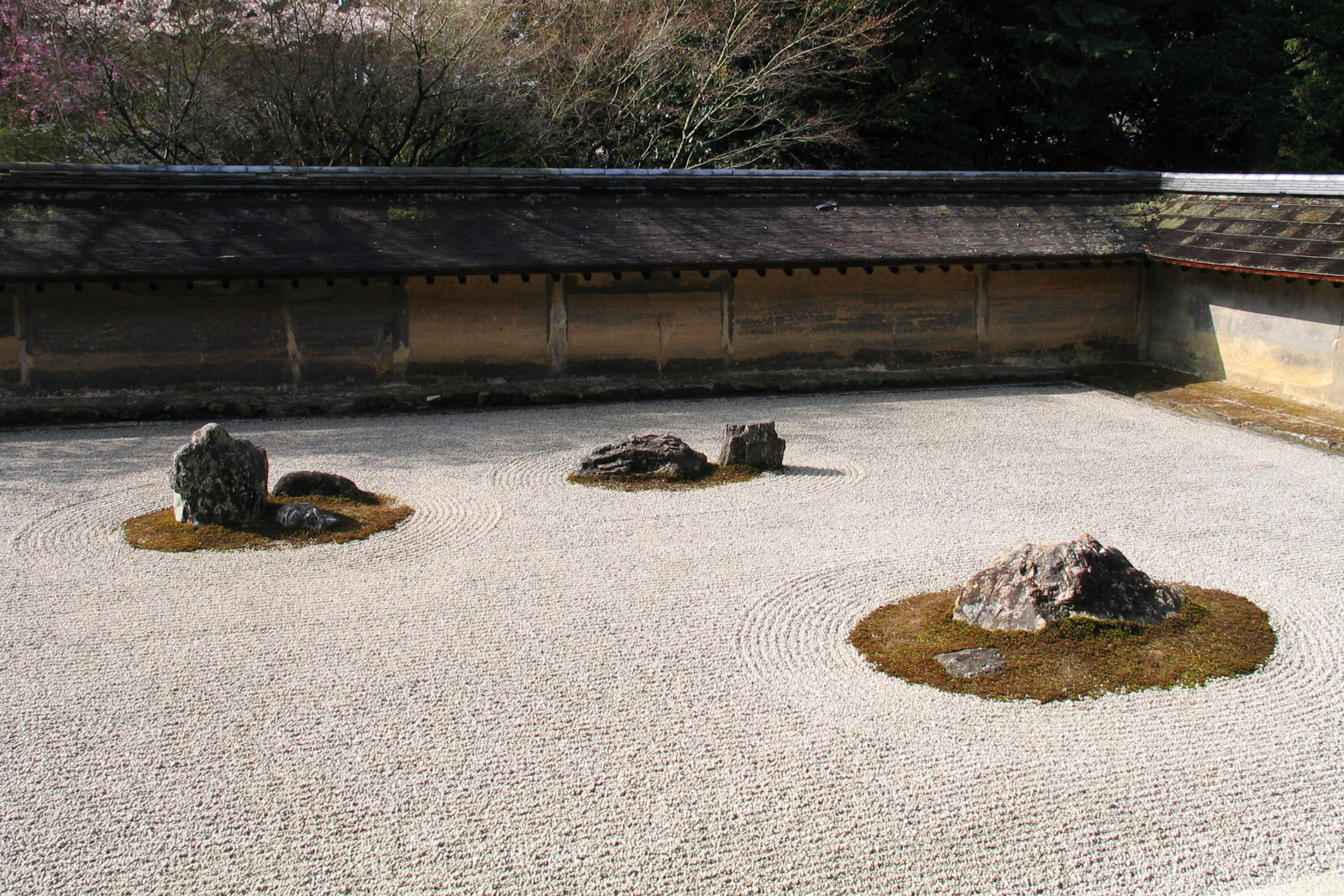
龍安寺石庭

東山文化（ひがしやまぶんか）是室町時代中期的文化。八代將軍足利義政（1436年-1490年）的東山山莊為中心，融合武家、公家、禪僧等文化而誕生。京都的慈照寺銀閣是東山文化的代表建築。

## 概要
應仁之亂（1467年）以降，雖然在亂世之中，但是，一方面也是能、茶道、華道、庭園、建築、連歌等多樣藝術開花的時代。這些藝術次第向庶民浸透，延續到今日產生許多日本的文化。又，京都遭遇戰火，許多文化人・知識人寄身到地方的守護大名，文化也由此向地方傳播。相對於貴族的・華麗的足利義滿的北山文化，東山文化是由幽玄、侘寂的美意識所形成。村田珠光所創的「侘茶」，成為後世日本茶道的基礎；立花(插花)的誕生；善阿彌把禪的精神帶入庭園造景，確立了「枯山水」的風格；完成了日後日本家屋基礎的「書院造」，這些深深影響後來日本文化的藝術。

## 建築
- 慈照寺銀閣：正式名稱是慈照寺觀音殿。一層是住宅風的書院造、二層是禪宗樣（唐樣）的佛殿所構成。
- 慈照寺東求堂：持佛堂。四疊半的書院造建築。茶室的起源、近代和風建築的原型。
- 大笹原神社本殿

## 庭園
- 龍安寺方丈庭園
  - 長方形的庭內敷白砂，配置15個石。不用一木一草，以極度象徵的表現手法描寫自然。枯山水的代表庭園之一。
- 大德寺大仙院庭園
  - 枯山水的代表庭園之一。以石和白砂象徵的表現發自深山幽谷的水，成為落瀑、大河的流動全景。

## 繪畫
- 狩野正信（1434年-1530年）：狩野派之祖。小栗宗湛之後成為幕府的御用繪師。
- 土佐光信（生没年不詳）：土佐派之祖。融合水墨畫和大和繪。
- 雪舟（1420年-1506年）：日本風的水墨畫之集大成。受大內氏庇護。

## 工藝
- 後藤祐乘（1440年-1512年）：金工。仕於義政，製作刀劍金具。
- 幸阿彌家：漆工
- 五十嵐家：漆工
- 相阿彌：盆庭

## 藝能
- 茶道
  - 村田珠光（1422年-1502年）：師事一休宗純，仕於義政。將禪融入茶之湯，被視為茶道之祖。
- 華道
  - 池坊專慶（生沒年不詳）：池坊之流祖。
- 香道
- 連歌

## 佛教
- 臨濟宗
  - 一休宗純
- 淨土真宗
- 日蓮宗

## 關連項目
- 北山文化
- 室町時代
- 東山御物
- 唐物
- 日本文化
- 東山 (京都府)
- 足利義政
- 室町文化